# Parties fines (film)
Pour plus de détails, voir Fiche technique et Distribution.
Parties fines est une comédie érotique de Gérard Kikoïne sortie en 1977. Il met en scène Brigitte Lahaie, Alban Ceray et Jack Gatteau.